# Duteil
Duteil je priimek več oseb:
- Etienne-Marie-Jacques Duteil, francoski general
- Yves Duteil, francoski glasbenik